# Кошмар
Кошмар (или лош сън) е неприятен сън, който може да причини силен емоционален отклик в ума, най-често страх, но също отчаяние, тревога и тъга. Кошмарите могат да събудят спящия човек. По време на сън кошмарите са индикатор за провал на хомеостатичната система, използваща лоши сънища, за да потуши безпокойството, натрупано през целия ден. Сънят може да съдържа ситуации на дискомфорт, психологически или физически терор или паника. След кошмар, човек често се събужда нещастен и може да има проблеми със заспиването отново за кратко време.
Кошмарите могат да имат физически причини, като например спане в неудобна позиция или по време на треска, както и психологически причини, като например стрес или тревожност. Яденето преди спане задейства метаболизма и мозъчната дейност, което е потенциален стимул за появата на кошмари. Многократно повтарящите се кошмари могат да изискват медицинска помощ, тъй като пречат на съня и, съответно, могат да доведат до безсъние.

## Причини
Научните изследвания сочат, че кошмарите могат да имат най-различни причинители. В проучване, включващо главно деца, изследователите установяват, че кошмарите имат правопропорционална зависимост със стреса в живота на детето. Децата, претърпели смърт на близък човек, имат по-чести кошмари от тези, които се сблъскват единствено със стреса от училище. Установено е, че хората с астма страдат от приблизително три пъти повече кошмари, отколкото хора без астма. Тогава е възможно еволюционното предназначение на кошмарите да е механизъм, който да събужда човек в опасност.
При възрастните допринасящи фактори за тях могат да бъдат посттравматичен стрес, депресия, ядене преди лягане (при което се засилва метаболизма и дейността на мозъка), както и употребата на някои лекарства (антидепресанти, наркотици или за кръвно налягане).

## Епидемиология
Честотата на кошмарите при децата (5 – 12 години) е 20 – 30%, докато при възрастните е 8 – 30%. Срещат се сравнително рядко при деца под 5 години.
Изследванията на съня са стигнали до извод, че през 75% от времето емоциите, предизвиквани от сънищата, са негативни. Все пак, важно е да се отбележи, че човек е много по-склонен да запомни именно неприятните сънища.